# Søren Eriksen (erhvervsleder)
 For alternative betydninger, se Søren Eriksen. (Se også artikler, som begynder med Søren Eriksen)
Søren Eriksen (født 28. februar 1969, og uddannet cand.oecon) er en dansk erhvervsleder, der i 2007-2011 var administrerende direktør for DSB. Han er uddannet cand.oecon på Odense Universitet i 1993. Samme år ansattes han i Tele Danmark, hvor han avancerede til økonomidirektør, inden han i 2002 skiftede til DSB. Her blev han konstitueret direktør, efter at den tidligere administrerende direktør Keld Sengeløv døde i september 2006. I marts 2007 blev Eriksen administrerende direktør i DSB.
Blandt de største opgaver for Eriksen var togenes nedsatte hastighed som følge af dårlig infrastruktur, konkurrenceudsættelsen af Kystbanen og leveringen af de forsinkede IC4-tog.
DSB's bestyrelse fyrede Eriksen den 17. marts 2011 som følge af et dårligt årsregnskab for 2010 og manglede tillid. En uvildig advokatundersøgelse konkluderede efterfølgende, at Eriksen ikke var ansvarlig for problemerne i DSB, og at han ikke havde misligholdt sin ansættelseskontrakt. Søren Eriksen blev således efterfølgende frifundet, men samtidig kritiseredes Eriksen dog for ikke at have rapporteret tilstrækkeligt til bestyrelsen om de økonomiske forhold i DSBFirst.
I august 2012 blev Søren Eriksen adm. direktør og managing partner for kapitalfondet SE Blue Equity. Bag fondet står bl.a. PFA Pension, energiselskabet SE og Danfoss. Fondets formål er at investere i cleantechvirksomheder. Her skulle Eriksen via kapitalfondets investeringer i virksomheder sikre et højt afkast til investorerne.
Søren Eriksen blev i oktober 2014 bestyrelsesformand i vindmøllevirksomheden Windspace A/S. Windspace er specialiseret i etablering af vindmølleprojekter i udlandet, bl.a. i Polen og Sverige, med henblik på videresalg til investorer. Herudover er Søren Eriksen formand for en række bestyrelser og menigt medlem af bestyrelsen for bl.a. det børsnoterede investeringsselskab Admiral Capital A/S. I 2019 blev Søren Eriksen desuden bestyrelsesformand for Dansk Gas Forening, som samler den danske gasbranche - og med det formål at gennemføre en grøn omstilling mod biogas af hele branchen. Endelig er han medlem af bestyrelserne for elnet-selskaberne Radius A/S og Cerius A/S.
I 2014 tiltrådte Søren Eriksen stillingen som administrerende direktør i virksomheden Viegand Maagøe A/S, som er en global virksomhed specialiseret i rådgivning i grøn omstilling, herunder klimastrategier, grønne investeringer og analyser. Søren Eriksen opnåede i 2016 med Viegand Maagøe A/S at blive nomineret til "EY Entrepreneur Of The Year" i kategorien cleantech.[kilde mangler]
Fritiden benytter Eriksen bl.a. på sejlads, som er hans store interesse.
Han er samlevende med Tina Nielsen, og tilsammen har de 4 børn. Søren Eriksen er medlem af gruppe VL46.